# Марченко Леонід Володимирович
Марченко Леонід Володимирович (19 липня 1947 року) помер (березень 2020 рік)— відомий на Херсонщині журналіст, документаліст, український прозаїк, поет, сатирик-гуморист, автор творів для дорослих і дітей. Член Національної Спілки журналістів України та Національна спілка письменників України.

## Біографічні відомості
- 19 липня 1947 року народився в с. Біле Озеро Плесецького району Архангельської області (Росія).
- 1966 рік закінчив Сіверодвинський політехнічний технікум за фахом будівельника.
- 1966 рік працює в системі міністерства внутрішніх справ (Архангельська область) майстром на будівництві, де робітникам були ув'язнені.
- 1969 рік виконробна різних будовах у Запорізькій області.
- 1973 рік переїхав на батьківщину діда й батька — Херсонщину.
- 1973 рік працював на Херсонському суднобудівному заводі — майстром, виконробом, начальником ремонтно-будівельного цеху.
- 1986 рік редактором заводського радіомовлення, редактором газети «Суднобудівник».
- 1987 рік Член Національної спілки журналістів України.
- 1994 головний редактором літературного альманаху «Степ», який видається Херсонським обласним управлінням культури.
- 1994 рік одержав диплом журналіста — після навчання в інституті журналістики Київського університету ім. Шевченка.
- 1996 рік Член Херсонського літературно-мистецького гуртку «Малючок-Степовичок».
- 1998 по 2003 роки відповідальний секретар газети «Кафедра» Херсонського державного університету.
- 1998 рік Член національної спілки письменників України.
- 2015 рік керівник літературної студії «Блокнот» при відділі обслуговування юнацтва Центральної міської бібліотеки ім. Лесі Українки м. Херсона.

## Творчість
Перші вірші Леоніда Марченка були надруковані 29 липня 1977 року в багатотиражці «Судостроитель». Згодом друковані твори з'явилися у херсонських газетах — «Ленінський прапор» (зараз «Новий день»), «Наддніпрянська правда»; у республіканських — «Правда Украины», «Робітнича газета», «Молодь України», центральних — «Правда», «Экономическая газета» та інших виданнях. З того часу Леоніда Марченка вважали одним із найактивніших робкорів (робітничих кореспондентів). З 1986 року він працював редактором заводського радіомовлення, а потім редактором газети «Судостроитель». У січні 1987 року при Палаці культури суднобудівників було організовано літературний клуб «Елінг» і протягом 10-ти років його очільником був Леонід Марченко.
Творчий доробок Леоніда Марченка великий і різноплановий — він писав вірші і прозу для дітей і для дорослих, писав про рідний таврійський край, про його історію — славну і трагічну, про ратні і трудові подвиги земляків і їх духовну красу. Писав українською та російською мовами.
Перша книга письменника «Пришелец из подземелья» побачила світ у 1991 році. Це була сатирично-гумористична збірка. Згодом світ побачили майже два десятки книг письменника в різних жанрах.
Важливе місце у творчості письменника займала тема патріотизму, історичного минулого українського народу. У 1994 році вийшла книга «Північна яблуня з півдня», а у 1995 — «Плугатарі етапом йдуть», які побудовано на фактах дійсної родинної історії. У книгах відтворені сторінки страшної трагедії українського селянства півдня України 30-х років XX століття — в роки колективізації, розкуркулення й голодомору.
У документально-художньому романі «Клятве остались верны» та повісті «Из племени орлиного» йдеться про юних херсонських підпільників, які були страчені в 1942 році і увійшли в історію як «Мальчишки из Карантинного».
Про пошукову роботу безвісти зниклих у роки Другої світової війни документальні повісті «Поиск продолжается» (1992) та «Под водой и на суше» (2001).
33 роки пропрацював Леонід Марченко на Херсонському суднобудівному заводі. Він добре знав рідне підприємство і багато писав про життя колективу. Він бук одним із співавторів 2-го тому «Херсонский судостроительный завод. Очерки истории» (2001), редактором-упорядником книги «Жизнь — высшей пробы», перше видання якої побачило світ 2001 року, а друге — 2017. Вона присвячена В. Ф. Заботіну, колишньому генеральному директору Херсонського суднобудівного заводу, з ім'ям якого пов'язані становлення та розквіт підприємства. В 2012 році вийшла книга про суднобудівників ХСЗ «Корабли рождаются в Херсоне», у 2017 — «Адмирал судостроения: документальное издание о Всеволоде Федоровиче Заботине».
Значна частина творчого доробку письменника написана для дітей: «В Маячке, у бабушки» (1993), «Гостинець Джеку» (1994), «Маринчин дивосвіт» (1996), «Жеребенок Кося» (1998), «Веселая кухня» (2001), «Крайт и Кэгги» (2005), «Друзья-всезнайки» (2009), «Маркиза на даче» (2014), «Дивосвіт у прапорі» (2019), «И у кошки бывает счастливое детство» (2019).
У творах письменника для дітей присутнє тонке розуміння дитячої психології. Херсонський літературознавець Таїсія Щерба відзначає: «Книжки Леоніда Марченка для дітей світлі і теплі. Вони поповнюють лексичний запас малюків, вчать добру. Вони спонукають наймолодших читачів до вивчення мови, візуального сприйняття тексту…».
На вірші Леоніда Марченка написані пісні «Яблунька» (композитор В. Стеренко), «Корабельная сторона», «Озеро детства», «Встретил тебя я в мае» (композитор Г. Крилов) та інші. Окремими виданнями вийшли дві пісенні збірки на слова Леоніда Марченка: «Радуга-дуга» (2011) у співавторстві з Валентином Стеренком та «Корабельная сторона» (2014) — з херсонськими композиторами.